# Think (Paolo Fresu e Uri Caine)
Think è il secondo album realizzato dal duo formato dal trombettista italiano Paolo Fresu e dal pianista jazz statunitense Uri Caine  registrato il 10 e il 12 ottobre del 2008 e poi pubblicato nel 2009.
All'album ha collaborato anche il quartetto d'archi:  Alborada String Quartet

## Tracce
1. Darn that dream – 05:13 (James Van Heusen, Eddie De Lange)
2. Blood money  –  04:43 (Uri Caine)
3. Medley– 05:13
  - The way forward – (Diederik Wissels)
  - Metamorfosi –  (Paolo Fresu)
4. The dragon - 04:19  (Uri Caine)
5. Doxy – 05:07 (Sonny Rollins
6. In memoriam – 04:07 (Uri Caine)
7. Duru duru durulìa – 03:13  (Paolo Fresu)
8. Lascia ch'io pianga – 05:18  (Georg Friedrich Händel)
9. Think – 03:06  (Paolo Fresu), Uri Caine, Anton Berovsky, Sonia Peana, Nico Ciricugno, Piero Salvatori)
10. Medley– 05:12
  - Non ti scordar di me – (Ernesto De Curtis, Domenico Furnò)
  - Centochiodi –  (Paolo Fresu)
11. Claws – 07:22  (Uri Caine)
12. Roberto strepitoso – 04:49  (Uri Caine)
13. Ossi – 03:58  (Paolo Fresu, Dierik Wissels)
14. Tema celeste – 03:58  (Paolo Fresu)
15. Cowboys and indians – 05:15 (Uri Caine)

## Formazione
- Paolo Fresu – tromba, flicorno e multieffetti
- Uri Caine – pianoforte acustico (Fazioli), piano elettrico (Fender Rhodes)

### Alborada String Quartet
- Anton Berovsky – violino
- Sonia Peana – violino
- Nico Ciricugno – viola
- Piero Salvatori – violoncello